# Ptinus californicus
Ptinus californicus är en skalbaggsart som beskrevs av Maurice Pic 1900. Ptinus californicus ingår i släktet Ptinus och familjen Ptinidae. Inga underarter finns listade i Catalogue of Life.